# Borealosaurus wimani
Il borealosauro (Borealosaurus wimani) è un dinosauro erbivoro appartenente ai sauropodi. Visse all'inizio del Cretaceo superiore (Cenomaniano/Turoniano, circa 95 milioni di anni fa) e i suoi resti fossili sono stati ritrovati in Asia (Cina).

## Descrizione
L'esemplare tipo di questo sauropode consta di una vertebra caudale ritrovata nella Formazione Sunjiawan, nella Provincia di Liaoning; altri resti fossili attribuiti a Borealosaurus sono un'altra vertebra caudale, un omero destro e un dente spezzato. Questi pochi resti non permettono di ricostruire adeguatamente l'animale, che doveva comunque essere un grande erbivoro con collo e coda lunghi, arti colonnari e corpo massiccio.

## Classificazione
Le vertebre caudali hanno una forma molto insolita, con una superficie articolare posteriore fortemente incavata. Tra i pochi altri sauropodi in possesso di strutture vertebrali simili (opistocele) vi sono il bizzarro Opisthocoelicaudia e Huabeisaurus, vissuti in Asia alcuni milioni di anni dopo. È possibile, quindi, che questi sauropodi, ascritti al gruppo dei titanosauri, rappresentassero una linea evolutiva indipendente.